# Procesamiento de datos
El procesamiento de datos, generalmente, 
es "la acumulación y manipulación de elementos de datos para producir información significativa." Se debe considerar como equipos de procesamiento de datos a las impresoras, escáneres, arreglo de disco, unidades de cinta, switchs, escritorio, monitores e incluso las grabadoras de CD-ROM, pues son bienes que no funcionan independientemente, sino que forman parte de un conjunto o equipo de cómputo, careciendo aisladamente de utilidad, por lo que de acuerdo a su clasificación arancelaria (Subpartida Nacional 8517.50.00.00), son equipos de procesamiento de datos.
El procesamiento de datos trata de un subconjunto del 'procesamiento de la información', el cambio (procesamiento) de la información de cualquier manera detectable por un observador. El procesamiento de textos es un subconjunto del procesamiento de datos porque los textos no son más que una forma especial de datos.

## Funciones del procesamiento de datos
El procesamiento de datos puede involucrar diversas funciones, entre ellas:
- "Validación" - Asegurar que los datos suministrados son "limpio, correcto y útil".
- Clasificación - "Ordena elementos de cierta secuencia y / o en diferentes conjuntos".
- Recapitulación - Reducir los detalles de los datos a sus principales puntos.
- Agregación - Combinación de múltiples piezas de datos.
- "Análisis" - La "colección, organización, análisis, interpretación y presentación de datos".
- Información - Lista detallada o resumen de los datos de información computarizada.

### Preprocesamiento de datos
El preprocesamiento de datos es un paso importante en el proceso de minería de datos. La frase "basura entra, basura sale" se aplica, en particular, a proyectos de minería de datos y aprendizaje automático. Lo que se quiere decir aquí es que incluso el análisis más sofisticado no será útil si se toman como base datos dudosos.

## Historia
La Oficina del Censo de los Estados Unidos ilustra la evolución del procesamiento de datos desde el manual hasta procesamiento electrónico de datos. 

### Procesamiento manual de datos
Aunque el uso generalizado del término procesamiento de datos sólo data de los años 1850 las funciones del procesamiento de datos se ha realizado manualmente por milenios. Por ejemplo  contabilidad involucra funciones como el envío de las transacciones y la producción de informes como el balance y el estado de flujos de efectivo . Métodos completamente manual fueron aumentados por la aplicación de las  calculadoras mecánicas o electrónicas . Una persona cuyo trabajo consistía en realizar los cálculos manualmente o utilizando una calculadora se llama un "computador".
El censo de los Estados Unidos 1850 fue el primero en recopilar datos individuales en vez de los hogares. Una serie de preguntas puede ser respondida por hacer una marca en la casilla correspondiente en el formulario. Desde 1850 hasta 1880 la Oficina del Censo utiliza un sistema de cómputo, el cual, debido a la cada vez mayor número de combinaciones de clasificaciones requeridas, se hizo cada vez más complejo. Sólo un número limitado de combinaciones puede ser registrada en una cuenta, por lo que era necesario manejar los programas de 5 o 6 veces, para tantos recuentos independientes". "Se tardó más de 7 años para publicar los resultados del censo de 1880" utilizando métodos de procesamiento manual.

### Procesamiento automático de datos
El término procesamiento automático de datos se refiere a las operaciones realizadas por medio de equipos de registros unitario, tales como el sistema de tarjetas perforadas creada por Herman Hollerith basado en la lógica de Boole, utilizado para realizar el censo de los Estados Unidos 1890, la Oficina del Censo fue capaz de completar la tabulación de la mayoría de los datos del censo de 1890 de 2 a 3 años, en comparación con 7 a 8 años para el censo de 1880. También se estima que el uso del procesamiento" (en 1890).

### Procesamiento electrónico de datos
Procesamiento de datos computarizada, o el procesamiento electrónico de datos representa la evolución ulterior, con el ordenador tomando el lugar de varias piezas independientes de equipos.  La Oficina del Censo hizo por primera vez el uso limitado de equipos electrónicos para el censo de Estados Unidos de 1950, con el uso de la UNIVAC I.

### La evolución posterior
El término procesamiento de datos a largo plazo ha sido subsumida bajo el término más nuevo y general que es tecnología de la información (IT). El procesamiento de datos ha adquirido una connotación negativa, lo que sugiere el uso de las tecnologías más antiguas. A modo de ejemplo, en 1996 la Asociación de Gestión de Proceso de Datos ("DPMA") cambió su nombre por el de Asociación de Profesionales de Tecnología de la Información . Sin embargo, los términos son casi sinónimos.

## Aplicaciones

### Procesamiento de datos comerciales
Procesamiento de datos comercial implica un gran volumen de datos de entrada, relativamente pocas operaciones computacionales, y un gran volumen de la producción. Por ejemplo, una compañía de seguros tiene que llevar un registro de decenas o cientos de miles de pólizas, facturas de impresión y correo, y recibir y enviar pagos.

### Análisis de los datos
En un campo de la ciencia o la ingeniería, los términos de procesamiento de datos y sistemas de información se consideran demasiado amplios y el análisis de datos más especializados término que se utiliza normalmente. Análisis de los datos hace uso de algoritmos especializados y de alta precisión y cálculos estadísticos que con menor frecuencia se observan en el ambiente general de negocios típico.
Una divergencia de la cultura entre el procesamiento de datos y análisis de los datos se muestra por las representaciones numéricas generalmente utilizada, en el procesamiento de datos, las mediciones se almacenan típicamente como números enteros, de punto fijo o representaciones decimales codificados en binario de los números, mientras que la mayoría de las mediciones en el análisis de datos se almacenan como representaciones de punto flotante de números racionales.
Para el análisis de datos, a menudo se utilizan paquetes como SPSS o SAS, sus equivalentes libres tales como DAP, gretl o PSPP.